# Konfetti (album)
Konfetti – debiutancki album studyjny polskiego trapera Young Igiego. Wydawnictwo ukazało się 19 października 2018 nakładem wytwórni muzycznej Yi Ent w dystrybucji My Music.
Pod względem muzycznym płyta łączy w sobie przede wszystkim hip-hop.
Album zadebiutował na 6. miejscu polskiej listy sprzedaży – OLiS. Płyta uzyskała certyfikat złotej płyty za sprzedaż ponad 15 tysięcy kopii.

## Lista utworów
Opracowano na podstawie materiału źródłowego.
1. „Nie potrafię” – 3:19
2. „Daj mi znać” – 2:42
3. „Dred” – 3:51
4. „Flava” (gośc. Kaz Bałagane) – 4:02
5. „Styl” (gośc. Miyo) – 2:23
6. „Nemo” – 3:42
7. „Bestia” – 3:18
8. „Fendi” – 2:54
9. „Torby” (gośc. Miyp) – 2:39
10. „Lego (gośc. Peja) – 4:47
11. „Giń za mnie” (gośc. Szpaku) – 3:03
12. „Richard Mille” (gośc. Otsochodzi) – 3:05
13. „Jebany trap” (gośc. Pikers) – 2:48
14. „Big Ben” – 2:52
15. „Geniusz” – 3:34
16. „Nie boję się” – 3:00